# Alex Mingle
Alex Mingle (1º gennaio 1948) è un ex calciatore ghanese.

## Carriera
Partecipò alle Olimpiadi del 1972, dove giocò 3 incontri.